# Adoretus gaillardi
Adoretus gaillardi är en skalbaggsart som beskrevs av Stralla 1943. Adoretus gaillardi ingår i släktet Adoretus och familjen Rutelidae. Inga underarter finns listade i Catalogue of Life.